# Caprolattame
Il caprolattame è il lattame dell'acido 6-amminoesanoico o aminocaproico.
A temperatura ambiente è un solido che si presenta in forme di scaglie bianche. È molto solubile in etanolo e abbastanza solubile in acqua, le impartisce una reazione lievemente basica - una soluzione di 333 g/l a 20 °C ha pH compreso tra 7 e 8,5.
Seppure da un punto di vista sistematico possa, ad un'osservazione superficiale della formula di struttura, apparire come un chetone ciclico di un'azepina completamente idrogenata, si tratta di un lattame, una categoria di ammidi cicliche, ottenute per condensazione intramolecolare di un gruppo carbossilico (-COOH) e un gruppo amminico –NH2. Ha reattività differente, in particolare sul carbonio carbonilico, rispetto a quella dei chetoni. In soluzione acquosa si idrolizza facilmente nell'acido aminocaproico, di cui è appunto il lattame.
È la materia prima per la produzione del nylon 6, che ne è il polimero.